# Arthur Holland
Arthur Holland (Birmingham, 1922. július 18. – 1987) angol nemzetközi labdarúgó-játékvezető.

## Pályafutása

### Nemzeti játékvezetés
1956-ban lett az I. Liga játékvezetője. Az aktív nemzeti játékvezetéstől 1964-ben vonult vissza.

### Nemzeti kupamérkőzések
Vezetett Kupa-döntők száma: 1.

#### FA-kupa
| Időpont        | Helyszín                | Mérkőzés típusa | Mérkőzés                                | Eredmény | Nézők száma |
| -------------- | ----------------------- | --------------- | --------------------------------------- | -------- | ----------- |
| 1964. május 2. | Wembley Stadion, London | döntő           | Preston North End FC–West Ham United FC | 1 : 1    | 100 000     |

### Nemzetközi játékvezetés
Az Angol labdarúgó-szövetség (FA) Játékvezető Bizottsága (JB) terjesztette fel nemzetközi játékvezetőnek, a Nemzetközi Labdarúgó-szövetség (FIFA) 1959-től tartotta nyilván bírói keretében. A FIFA JB központi nyelvei közül a angolt beszéli. Több nemzetek közötti válogatott és klubmérkőzést vezetett, vagy működő társának partbíróként segített. Az angol nemzetközi játékvezetők rangsorában, a világbajnokság-Európa-bajnokság sorrendjében többedmagával a 18. helyet foglalja el 4 találkozó szolgálatával. Az aktív nemzetközi játékvezetéstől 1964-ben búcsúzott. Válogatott mérkőzéseinek száma: 11.

#### Labdarúgó-világbajnokság
A világbajnoki döntőhöz vezető úton Chilébe a VII., az 1962-es labdarúgó-világbajnokságra a FIFA JB bíróként alkalmazta.

##### Selejtező mérkőzés
| Időpont             | Helyszín                       | Mérkőzés típusa           | Mérkőzés               | Eredmény | Nézők száma |
| ------------------- | ------------------------------ | ------------------------- | ---------------------- | -------- | ----------- |
| 1961. október 8.    | Dalymount Park Stadion, Dublin | előselejtező (8. csoport) | Írország–Csehszlovákia | 1 : 3    | 40 000      |
| 1960. augusztus 28. | Városi Stadion, Accra          | előselejtező (3. csoport) | Ghána–Nigéria          | 4 : 1    |             |

#### Labdarúgó-Európa-bajnokság
Az európai-labdarúgó torna döntőjéhez vezető úton Spanyolországba az II., az 1964-es labdarúgó-Európa-bajnokságra az UEFA JB játékvezetőként foglalkoztatta. A 2. labdarúgó-Európa-bajnokság döntőjét, második angolként vezethette.

##### Európa-bajnoki mérkőzés
| Időpont         | Helyszín                          | Mérkőzés típusa   | Mérkőzés                  | Eredmény | Nézők száma |
| --------------- | --------------------------------- | ----------------- | ------------------------- | -------- | ----------- |
| 1964. május 27. | Lenin Stadion, Moszkva            | egyik negyeddöntő | Szovjetunió–Svédország    | 3 : 1    | 99 609      |
| 1964. június 2. | Santiago Bernabeu Stadion, Madrid | döntő             | Spanyolország–Szovjetunió | 2 : 1    | 79 115      |

#### Brit Bajnokság
1882-ben az Egyesült Királyság brit tagállamainak négy szövetség úgy döntött, hogy létrehoznak egy évente megrendezésre kerülő bajnokságot egymás között. Az utolsó bajnoki idényt 1983-ban tartották meg.
| Időpont           | Helyszín                      | Mérkőzés típusa | Mérkőzés     | Eredmény |
| ----------------- | ----------------------------- | --------------- | ------------ | -------- |
| 1960. október 22. | Ninian Park Stadion, Cardiff  | csoportmérkőzés | Wales–Skócia | 2 : 0    |
| 1961. november 8. | Hampden Park Stadion, Glasgow | csoportmérkőzés | Skócia–Wales | 2 : 0    |

#### Nemzetközi kupamérkőzések
Vezetett Kupa-döntők száma: 1.

##### Bajnokcsapatok Európa-kupája
A 8. játékvezető – a 2. angol – aki BEK döntőt vezetett.
| Időpont         | Helyszín                | Mérkőzés típusa | Mérkőzés            | Eredmény | Nézők száma |
| --------------- | ----------------------- | --------------- | ------------------- | -------- | ----------- |
| 1963. május 22. | Wembley Stadion, London | döntő           | AC Milan–SL Benfica | 2 : 1    | 65 000      |

## Külső hivatkozások
- Arthur Holland. World Referee. [2012. október 8-i dátummal az eredetiből archiválva]. (Hozzáférés: 2013. február 1.)
- Arthur Holland. footballzz.com. (Hozzáférés: 2013. február 1.)
- Arthur Holland. footballdatabase.eu. (Hozzáférés: 2013. február 1.)
- Arthur Holland. scoreshelf.com. [2015. április 3-i dátummal az eredetiből archiválva]. (Hozzáférés: 2013. február 1.)
- Arthur Holland. eu-football.info. (Hozzáférés: 2013. február 1.)

| Elődje: Kenneth Aston | FA Kupa döntő 1964 | Utódja: Bill Clements |